# Semiothisa shanghaisaria
Semiothisa shanghaisaria är en fjärilsart som beskrevs av Walker 1861. Semiothisa shanghaisaria ingår i släktet Semiothisa och familjen mätare. Inga underarter finns listade i Catalogue of Life.